# Anouk Hoogendijk
Anouk Anna Hoogendijk (Woerden, 6 mei 1985) is een voormalige Nederlandse voetbalster die vanaf seizoen 2014/15 weer speelde voor de dames van Ajax. Van 2004 tot en met 2015 kwam ze 103 keer uit voor het Nederlands vrouwenvoetbalelftal.

## Clubcarrière
Hoogendijks eerste bekendheid kwam in 1997 toen ze als 12-jarig meisje meedeed aan het tv-programma Geef Nooit Op. Hierin was haar wens om mee te trainen met FC Utrecht. Via SV Saestum kwam ze uiteindelijk in 2007 in het vrouwenteam van FC Utrecht dat toen ging spelen in de nieuw opgerichte Eredivisie Vrouwen. Vanaf het begin was Hoogendijk een vaste waarde in het elftal. Eerst op het middenveld, later in de verdediging.
Per 1 maart 2011 verliet Hoogendijk Utrecht. Ze tekende een contract bij Bristol Academy WFC en ging spelen in de nieuw opgerichte FA Women's Super League. Ze speelde een jaar bij de club en kwam daarin tot 14 wedstrijden. Hierna keerde ze weer terug naar FC Utrecht.
Vanaf mei 2012 was Hoogendijk actief bij Ajax. Op 13 januari 2014 werd bekend dat zij per direct zou overstappen naar Arsenal. Een half jaar later, op 2 juli 2014 werd bekend dat Hoogendijk per direct haar contract bij Arsenal had laten ontbinden en zich opnieuw bij Ajax aansloot. Hier speelde ze tot het einde van het seizoen 2016-2017, toen ze besloot te stoppen met voetbal. Als afsluiting bij het Ajax Vrouwen elftal wonnen de vertrekkende deelnemers Hoogendijk en Daphne Koster zowel de landstitel als de Beker (de Dubbel) op 19 mei en 1 juni 2017.

## Nationale elftal
Op 6 augustus 2004 maakte ze haar debuut voor het Nederlands elftal. In de zomer van 2009 nam ze met het Nederlands elftal deel aan het EK. Ze speelde alle wedstrijden met als speciale hoogtepunt dat ze in de kwartfinale de beslissende penalty mocht nemen en verzilveren tegen het Frans vrouwenelftal waardoor ze de halve finale bereikte met haar teamgenoten. Hoogendijk deed ook in 2013 mee aan het EK. Nederland kwam niet verder dan de groepsfase, waarin geen wedstrijd gewonnen werd. Hoogendijk plaatste zich in 2014 voor het eerst in de Nederlandse geschiedenis met de nationale vrouwenploeg voor het WK. Ze werd door bondscoach Roger Reijners ook in de definitieve selectie opgenomen voor het toernooi. Hoogendijk maakte in januari 2017 bekend dat ze stopte als international, met 103 interlands en negen doelpunten achter haar naam. Haar laatste interland dateerde van twee jaar eerder.
In april 2017 werd Hoogendijk benoemd tot bondsridder omdat ze meer dan honderd interlands voor Oranje heeft gespeeld.
Bij het Europees kampioenschap voetbal vrouwen 2017 in Nederland 16 juli – 6 augustus 2017 was Hoogendijk analyticus en speciale reporter voor de NOS en bij Jinek.
| Interlandgoals | Interlandgoals    | Interlandgoals                                | Interlandgoals | Interlandgoals | Interlandgoals | Interlandgoals       |
| Goal           | Datum             | Locatie                                       | Tegenstander   | Score          | Uitslag        | Competitie           |
| -------------- | ----------------- | --------------------------------------------- | -------------- | -------------- | -------------- | -------------------- |
| 1.             | 26 maart 2006     | Municipal Andráshida, Zalaegerszeg, Hongarije | Hongarije      | 4–0            | 5–0            | WK-kwalificatie 2007 |
| 2.             | 23 april 2008     | Patrostadion, Maasmechelen, België            | België         | 1–1            | 2–2            | EK-kwalificatie 2009 |
| 3.             | 11 juli 2009      | Olympisch Stadion, Amsterdam, Nederland       | Zwitserland    | 5–0            | 5–0            | Four Nations Cup     |
| 4.             | 1 maart 2010      | GSP Stadium, Nicosia, Cyprus                  | Italië         | 1–1            | 1–1            | 2010 Cyprus Cup      |
| 5.             | 22 april 2010     | Gradski Stadion, Kumanovo, Macedonië          | Macedonië      | 1–0            | 7–0            | WK-kwalificatie 2011 |
| 6.             | 13 juni 2010      | IJsseldelta Stadion, Zwolle, Nederland        | België         | 3–1            | 4–1            | Vriendschappelijk    |
| 7.             | 21 september 2011 | TATA Steel Stadion, Velsen-Zuid, Nederland    | Servië         | 4–0            | 6–0            | EK-kwalificatie 2013 |
| 8.             | 15 september 2012 | Gamla Ullevi, Göteborg, Zweden                | Zweden         | 1–0            | 1–2            | Vriendschappelijk    |
| 9.             | 11 maart 2015     | Ammochostos Stadium, Larnaca, Cyprus          | Schotland      | 1–2            | 1–3            | 2015 Cyprus Cup      |

## Erelijst

### In clubverband
SV Saestum
- Kampioen van Nederland: 2005, 2006
- Supercup: 2005, 2006

FC Utrecht
- Supercup: 2010
- KNVB beker: 2010

Ajax
- Eredivisie: 2017
- KNVB beker: 2017

## Statistieken
| Seizoen | Club            | Land               | Competitie           | Wedstrijden | Doelpunten |
| ------- | --------------- | ------------------ | -------------------- | ----------- | ---------- |
| 2004/05 | SV Saestum      | Vlag van Nederland | Hoofdklasse          | -           | -          |
| 2005/06 | SV Saestum      | Vlag van Nederland | Hoofdklasse          | -           | -          |
| 2006/07 | SV Saestum      | Vlag van Nederland | Hoofdklasse          | -           | -          |
| 2007/08 | FC Utrecht      | Vlag van Nederland | Eredivisie           | 19          | 3          |
| 2008/09 | FC Utrecht      | Vlag van Nederland | Eredivisie           | 18          | 1          |
| 2009/10 | FC Utrecht      | Vlag van Nederland | Eredivisie           | 18          | 1          |
| 2010/11 | FC Utrecht      | Vlag van Nederland | Eredivisie           | 1           | 0          |
|         | Bristol Academy | Vlag van Engeland  | Women's Super League | 14          | 0          |
| 2011/12 | FC Utrecht      | Vlag van Nederland | Eredivisie           | 7           | 1          |
| 2012/13 | Ajax            | Vlag van Nederland | Women's BeNe League  | 27          | 4          |
| 2013/14 | Ajax            | Vlag van Nederland | Women's BeNe League  | 8           | 1          |
|         | Arsenal         | Vlag van Engeland  | Women's Super League | 5           | 0          |
| 2014/15 | Ajax            | Vlag van Nederland | Women's BeNe League  | 18          | 6          |
| 2015/16 | Ajax            | Vlag van Nederland | Eredivisie           | 7           | 0          |
| 2016/17 | Ajax            | Vlag van Nederland | Eredivisie           | 22          | 2          |
| Totaal  | Totaal          | Totaal             | Totaal               | 164         | 19         |

Bijgewerkt op 19 juli 2020

## Televisie
- In 2017 was Hoogendijk een van de deelnemers van het achttiende seizoen van het RTL 5-programma Expeditie Robinson, ze viel als tiende af en eindigde op de tiende plaats.
- Ze was in 2018 een van de deelnemers aan het eerste seizoen van Superstar Chef.
- In 2019 deed ze samen met Loiza Lamers mee aan De gevaarlijkste wegen van de wereld.
- In 2019 deed ze mee aan Dancing with the Stars, waar ze de finale haalde.
- In 2021 deed Hoogendijk samen met John de Wolf en Dennis van der Geest mee aan Marble Mania.
- In 2022 was Hoogendijk te zien als een van de deelnemers in het Videoland-programma Celebrity Apprentice.[9]
- In haar jeugd gaf ze zichzelf de bijnaam "de blonde Romario"[10]
- In 2022 deed zij samen met presentatrice Hélène Hendriks mee aan Het Jachtseizoen. Het lukte hen om niet gevonden te worden.[11]
- In 2022 was zij te zien in het spelprogramma De Invasie van België, waarin zij een duo vormde met Gers Pardoel.[12]
- In 2023 ging Hoogendijk van start met de presentatie van een wekelijks voetbalprogramma voor Soccernews.nl.[13]
- In 2023 was Hoogendijk te zien als secret singer in het televisieprogramma Secret Duets.
- In 2024 deed ze mee aan het televisieprogramma 30 seconds.

## Trivia
- Ze is de nicht van Annemieke Hoogendijk, beter bekend als Mevrouw Stemband uit De Grote Meneer Kaktus Show.[14]

1 Geurts ·
2 Van Lunteren ·
3 Van der Gragt ·
4 Van den Berg ·
5 Hogewoning ·
6 Dekker ·
7 Melis ·
8 Spitse ·
9 Miedema ·
10 Van de Donk ·
11 Martens ·
12 Bito ·
13 Janssen ·
14 Hoogendijk ·
15 Van Dongen ·
16 Van Veenendaal ·
17 Middag ·
18 Van Erp ·
19 Van de Ven ·
20 Roord ·
21 Lewerissa ·
22 Van de Sanden ·
23 Christ ·
Coach: Reijners
1: Geurts ·
2: Bito ·
3: Koster ·
4: Van Dongen ·
5: Van den Heiligenberg ·
6: Hoogendijk ·
7: Van de Ven ·
8: Spitse ·
9: Melis ·
10: Van de Donk ·
11: Martens · 12: Heuver · 13: Smit · 14: Slegers · 15: Stentler · 16: Van Veenendaal · 17: Worm · 18: Dekker · 19: Versteegt · 20: Van Lunteren · 21: De Ridder · 22: Roelvink · 23: Christ · Coach: Reijners
1: Geurts ·
2: Bito ·
3: Koster ·
4: Meulen ·
5: Hogewoning ·
6: Hoogendijk ·
7: Kiesel-Griffioen ·
8: Van de Ven ·
9: Melis ·
10: Stevens ·
11: Smit · 12: Brummel · 13: Christ · 14: De Boer · 15: Van den Heiligenberg · 16: Dugardein · 17: Spitse · 18: De Vries · 19: Pieëte · 20: Van Dalen · 21: De Ridder · 22: Van de Sanden · Coach: Pauw